# Phialophora brachyconia
Phialophora brachyconia är en svampart som beskrevs av W. Gams 1976. Phialophora brachyconia ingår i släktet Phialophora och familjen Herpotrichiellaceae.   Inga underarter finns listade i Catalogue of Life.